# Луций Корнелий Цинна
Лу́ций Корне́лий Ци́нна (лат. Lucius Cornelius Cinna, около 132 — 84 годы до н. э.) — древнеримский политический деятель и военачальник из патрицианского рода Корнелиев, четырёхкратный консул (87, 86, 85 и 84 годов до н. э.). Принимал участие в Союзнической войне 91 — 88 годов до н. э. Получив первое консульство после взятия Рима Суллой, поддержал противников последнего и предложил распределить новых граждан по всем трибам. Это спровоцировало новую гражданскую войну: Цинну изгнали, но он заключил союз с Гаем Марием и в свою очередь занял Рим (конец 87 года до н. э.), а потом стал одним из инициаторов террора против высшей аристократии.
После смерти Мария в январе 86 года до н. э. Цинна стал фактически единоличным правителем Рима и большей части провинций. Он стабилизировал внутреннее положение: урегулировал долговой кризис, начал чеканить полноценную монету и раздавать реальные гражданские права италикам. На Балканы против Суллы, который вёл тогда войну с Митридатом, была направлена армия Луция Валерия Флакка, но её командир предпочёл воевать с понтийцами, а после заключения мира эта армия перешла на сторону Суллы. Цинна планировал новый поход на Восток, но во время подготовки к нему в начале 84 года до н. э. был убит в Анконе взбунтовавшимися солдатами.
Одним из зятьёв Цинны был Гай Юлий Цезарь.

## Биография

### Происхождение
Луций Корнелий принадлежал к древнему и разветвлённому патрицианскому роду Корнелиев, имевшему этрусское происхождение. Когномен Цинна появляется в источниках очень поздно — во II веке до н. э. Из-за этого немецкий антиковед Ф. Мюнцер даже предположил, что Цинны могли не принадлежать к Корнелиям-патрициям, равно как и носители когноменов Маммула и Сизенна.
Согласно Капитолийским фастам, у отца и деда Луция Корнелия был тот же преномен — Луций. Деда предположительно идентифицируют как монетария в промежутке приблизительно между 169 и 158 годами до н. э., отца — как консула 127 года до н. э. и первого консула в этой ветви рода.

### Начало карьеры
Исходя из закона Виллия, рождение Луция Корнелия датируют примерно 132 годом до н. э. Существует предположение, что именно Цинна имеется в виду под Луцием Корнелием, сыном Луция, упомянутым на одной из родосских надписей, которая не имеет точной датировки. Правда, это мог быть также Луций Корнелий Сулла или Луций Корнелий Сципион Азиатский. Не позже 90 года до н. э. согласно Р. Броутону и в 90 или 89 году до н. э. согласно А. Егорову Цинна должен был занимать претуру.
В конце 91 года до н. э. италики восстали против Рима: началась Союзническая война. Марк Туллий Цицерон в одной из своих речей упоминает Цинну в связи с этим конфликтом как легата и «чрезвычайно опытного военачальника». Р. Броутон предположил, что имеется в виду 89 год до н. э. и что Луций Корнелий был легатом при консуле Гнее Помпее Страбоне. Упоминание в периохе книги LXXVI Тита Ливия некоего Пинны историки трактуют как ошибку переписчика: вероятно, именно Цинна совместно с Квинтом Цецилием Метеллом Пием разбил в нескольких сражениях марсов, так что тем пришлось просить мира.
Сразу после победного окончания войны в Риме начались внутренние распри: народный трибун Публий Сульпиций попытался расширить права только что получивших гражданство италиков, распределив их по всем трибам (вначале, чтобы ограничить влияние новых граждан на исход выборов, для них создали десять новых триб, голосовавших последними). В это время к отправке на Восток, на войну с Митридатом VI, готовилась армия во главе с консулом Луцием Корнелием Суллой. Публий Сульпиций передал командование в этой войне Гаю Марию, чтобы заручиться его поддержкой. Сулла в ответ двинул свою армию на Рим и занял город. Публий Сульпиций был убит, а Марий бежал в Африку. Сулла отменил законы Сульпиция, ограничил полномочия народного собрания и народных трибунов (88 год до н. э.).
Об участии Цинны в этих событиях ничего не известно; нет точной информации и о каких-либо связях Луция Корнелия с сулланской или марианской партиями. Некоторые исследователи считают, что таких связей и не было. Ф. Мюнцер всё же полагает, что Цинна был марианцем, и ссылается при этом на сообщения двух античных авторов: Плутарх писал, что Цинна «принадлежал к стану» противников Суллы, а Аппиан — что «друзья изгнанников» (то есть сторонники Мария) рассчитывали на Луция Корнелия. Советский антиковед С. И. Ковалёв назвал Цинну уже в связи с событиями 88 года до н. э. «ярым демократом»; А. В. Короленков — врагом Суллы. Благодаря своим военным заслугам Луций Корнелий занял видное место среди кандидатов в консулы на следующий год — 87 до н. э. Организовавший выборы Сулла был непопулярен, так что его кандидат Публий Сервилий Ватия проиграл. Консулами стали (по одной из гипотез, благодаря своему нейтралитету) Цинна и плебей Гней Октавий.

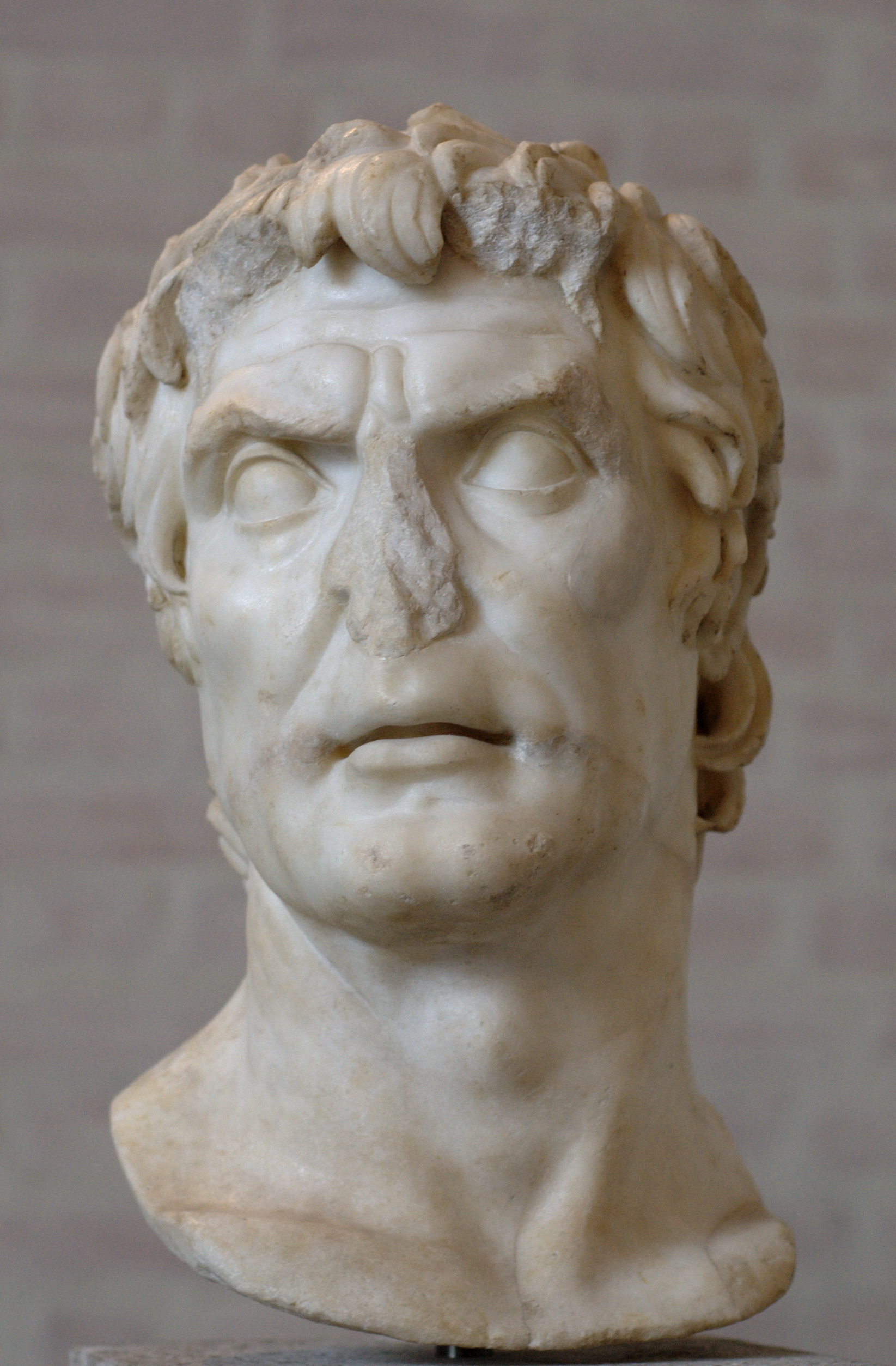
Бюст Луция Корнелия Суллы

Сулла, чьё положение в Риме было довольно шатким, вмешиваться в выборный процесс, видимо, не решился. По словам Плутарха, он даже, «чтобы отвести от себя ненависть толпы», поддержал кандидатуру Цинны; согласно Диону Кассию, Сулла назначил Цинну своим преемником. Историки предполагают, что здесь можно говорить только об отказе от противодействия популярному кандидату. Вероятно, Сулла чувствовал исходящую от Цинны потенциальную опасность, поскольку счёл необходимым, чтобы минимизировать вероятность новых распрей после своего отбытия на войну с Митридатом, добиться от Цинны специфической клятвы:

Цинна поднялся на Капитолий и, держа в руке камень, принёс присягу на верность, скрепив её таким заклятием: пусть будет он, если не сохранит доброго отношения к Сулле, вышвырнут из города, подобно этому камню, брошенному его собственной рукой. После этого в присутствии многих свидетелей он бросил камень на землю.
— Плутарх. Сулла, 10.
О Гнее Октавии в связи с этим сюжетом источники молчат. Но есть предположение, что клятву принесли оба будущих консула, поскольку требовать такого обета только от Цинны было бы слишком радикальным и унизительным для него шагом.

### Первое консульство и гражданская война
Вскоре после вступления в должность Цинны и Октавия (начало 87 года до н. э.) народный трибун Марк Вергилий попытался привлечь Суллу к суду; согласно Плутарху, это обвинение было подготовлено Цинной. В чём именно оно заключалось, неизвестно, но речь могла идти об убийстве народного трибуна, вводе войск в Рим, издевательствах над преторами в лагере под Нолой. Мнения о реальных целях обвинителей расходятся: одни исследователи полагают, что планировалось напугать Суллу и ускорить его отбытие на Восток, чтобы скорее начать открыто оппозиционные действия; другие — что целью было лишить Суллу командования; третьи — что обвинители хотели усилить антисулланские настроения, чтобы легче было отменить принятые им законы. Дион Кассий, не упоминая это обвинение, сообщает, что Цинна старался как можно скорее выдворить Суллу из Италии. В историографии есть разные мнения о том, как это сообщение может соотноситься с фактами.
В любом случае Сулла проигнорировал обвинение и весной 87 года до н. э. переправился с армией на Балканы. Оставшись вместе с Октавием во главе Республики, Цинна занялся поисками новых политических союзников. Вероятно, именно для усиления своего влияния он решил вернуться к политической программе Марка Ливия Друза и Публия Сульпиция, выдвинув законопроект о равном распределении италиков по всем трибам. Это начинание естественным образом подтолкнуло его к союзу с марианцами, поддержавшими аналогичную меру годом ранее; поэтому второй инициативой Цинны стало предложение вернуть из изгнания Мария и его сторонников.
Луций Анней Флор и Псевдо-Аврелий Виктор упоминают только вторую меру, заявляя, что она и стала причиной для возобновления гражданской войны, но Ф. Мюнцер считает более точным изложение Аппиана, называющего равное распределение италиков по трибам прелюдией к возвращению в Рим Мария. При этом Аппиан утверждает, что италики склонили Цинну на свою сторону с помощью огромной взятки в 300 талантов. Неизвестно, имела ли место такая взятка в действительности. Но в историографии отмечают, что Цинна не мог на момент своего избрания намереваться улучшить положение италиков: в этом случае он не смог бы победить на выборах.
Второй консул выступил против этих инициатив, и его поддержало, по-видимому, большинство городского плебса и нобилитета. Народные трибуны наложили на законопроект вето, но Цинна призвал в Рим огромное число новых граждан, которые потребовали снять запрет. Сенат, вероятно, издал особое постановление — consultum ultimum, и сторонники Октавия напали на сторонников Цинны, занимавших Форум. Последние, если верить Аппиану, были более многочисленны, но проявили меньшую храбрость и поэтому были разбиты в схватке; октавианцы организовали настоящую резню, в которой погибло около десяти тысяч человек. Луций Корнелий «пустился бегом по городу и стал сзывать к себе рабов, обещая им свободу», но на этот призыв никто не откликнулся (возможно, этот эпизод был придуман позже врагами Цинны). Тогда консул бежал из Рима.
Сенат постановил отрешить Луция Корнелия от консульской должности. Формально это обосновывалось тем, что Цинна покинул город «в крайней опасности» и пообещал свободу рабам. Новым консулом стал сородич Цинны, фламин Юпитера Луций Корнелий Мерула. Поскольку такое решение сената выглядело как произвол, Цинна превратился в глазах многих римских граждан и соседних общин в защитника законности. На его сторону встали незадолго до того получившие гражданство Тибур, Пренесте и другие города; Луций Корнелий активно собирал здесь людей и деньги. Уже на этом этапе к нему примкнули сын Гая Мария и квесторий (бывший квестор) Квинт Серторий, «новый человек», ставший популярным благодаря своим воинским заслугам. Возможно, последний стал главным военным экспертом в армии Луция Корнелия. Далее Цинна поступил фактически как Сулла годом ранее: он обратился к армии, продолжавшей осаду Нолы под командованием Аппия Клавдия Пульхра.

Там он стал ухаживать за её командирами и за проживавшими там сенаторами, выступил как консул среди войска, сложил пред ними фасции в знак того, что он теперь частный человек. Со слезами говорил Цинна: «Граждане, от вас я принял эту власть — ведь народ избрал меня, а теперь сенат лишил меня этой власти без вашего на то согласия. Испытав это бедствие на самом себе, я всё же негодую за вас. К чему нам теперь ублажать трибы при голосованиях? К чему вы нам? Какую власть вы будете иметь в народных собраниях, при голосованиях, при консульских выборах, коль скоро вы не обеспечите то, что даёте, и не отнимете данное вами, когда сами это решите?»
Эти слова вызвали возбуждение. Цинна, сильно разжалобив присутствующих своей участью, разорвал одежду, сбежал с кафедры, бросился в толпу и лежал там долгое время, до тех пор, пока она, тронутая всем этим, подняла его, посадила снова на кресло, подала ему фасции и убеждала его как консула быть смелым, а их вести на то, исполнение чего ему нужно.
— Аппиан. Гражданские войны, I, 65-66.
Армия присягнула на верность Цинне. К нему присоединились шесть народных трибунов и ряд сенаторов. Октавий и Мерула со своей стороны вызвали на защиту Рима Гнея Помпея Страбона, который привёл армию из Пицена и встал у Коллинских ворот. Правда, Страбон занял выжидательную позицию: видимо, он даже вёл с Цинной переговоры о возможном союзе, рассчитывая на консульскую должность. Узнав о происходящем, в Этрурии высадился Гай Марий-старший, который собрал шеститысячное войско и присоединился к Луцию Корнелию. Последний, нуждавшийся в Марии как обладателе огромного авторитета, предложил союзнику проконсульские полномочия, но тот отказался; тем не менее реальное командование перешло к Марию, и военные действия резко активизировались. Марианцы взяли Остию и ряд других окрестных городов, остановили подвоз хлеба в Рим, заключили союз с самнитами. Отряд, отправленный Цинной, занял Аримин, чтобы исключить вероятность диверсий противника из Цизальпийской Галлии.
Рим окружили четыре армии, которыми командовали Цинна, Марий, Серторий и Гней Папирий Карбон. Переговоры с Помпеем Страбоном провалились (вероятно, из-за того, что последний не мог рассчитывать на консульство после прибытия Мария), и поэтому Луций Корнелий попытался устранить Помпея, чтобы затем переманить на свою сторону его солдат. Подкупленные им помпеянцы собирались поджечь палатку своего командира, но эта затея провалилась.
Вероятно, именно после этого Страбон перешёл к более активной обороне Рима. Эти бои не имели решающего значения, но вскоре в армии, защищавшей город, началась эпидемия, унёсшая жизни семнадцати тысяч солдат и самого Гнея Помпея. Вскоре на помощь Риму прибыл Квинт Цецилий Метелл Пий из Самния. Воины Помпея предложили ему взять их под своё начало, но получили совет идти к Октавию; тогда они перешли на сторону Цинны. В первом же столкновении Метелла Пия с Цинной солдаты, вместо того чтобы сражаться, начали приветствовать друг друга; тогда Метелл Пий отступил и вскоре начал с Луцием Корнелием переговоры.
Обе стороны в этих переговорах пошли на уступки (так, Метелл Пий признал Цинну консулом) и за это подверглись критике со стороны коллег: Квинта Цецилия критиковал Октавий, Луция Корнелия — Марий. В конце концов Метелл Пий ушёл из Рима, оставив город беззащитным. Это могло быть следствием соглашения, которое заключил с ним Цинна, опираясь либо на старые семейные связи (отец Метелла Пия Квинт Цецилий Метелл Нумидийский был другом отца и дяди зятя Цинны — Гнея и Луция Домициев Агенобарбов), либо на воспоминания о совместной службе во время Союзнической войны.

### Марианский террор

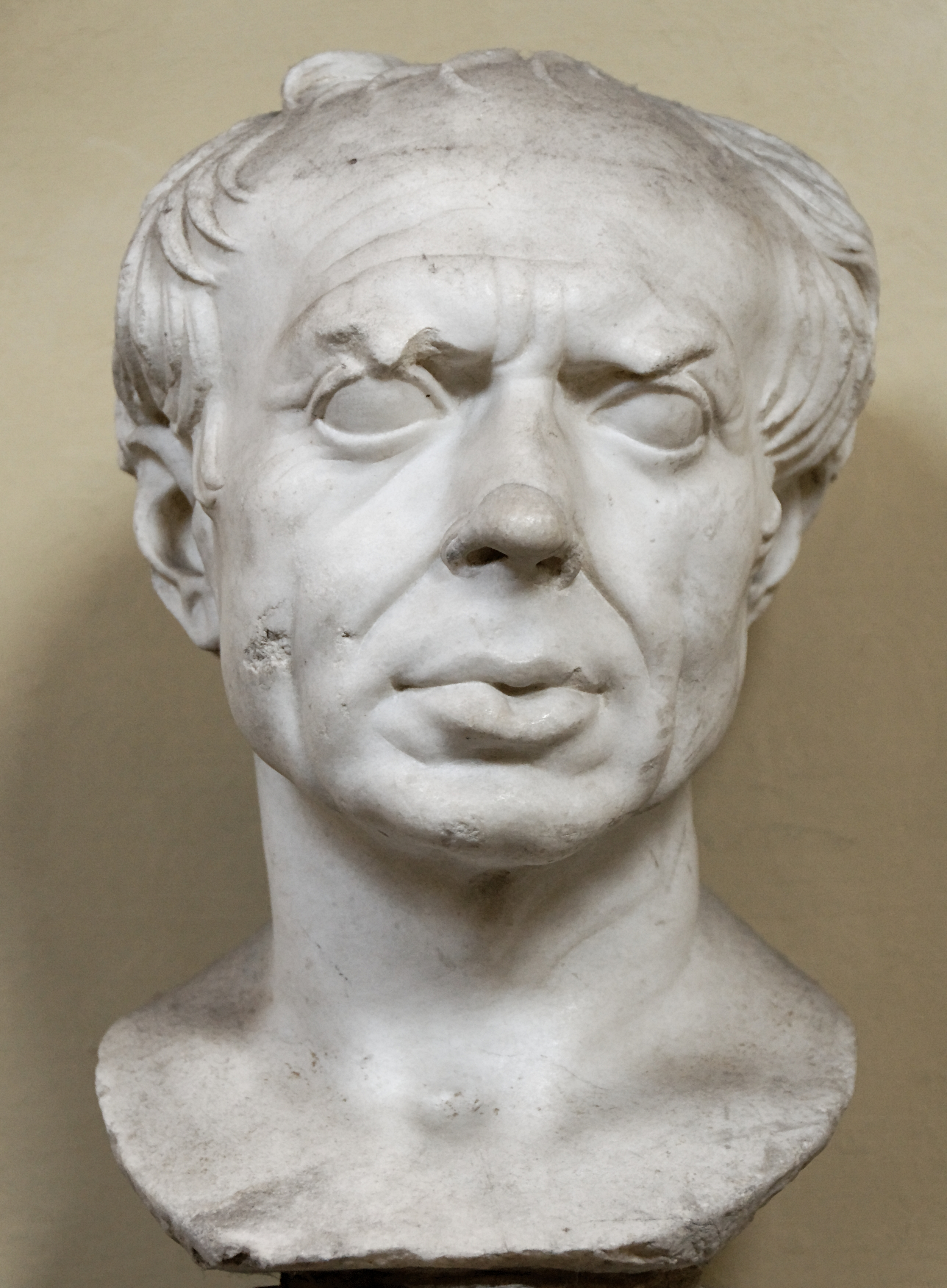
Бюст Гая Мария-старшего (Музей Кьярамонти)

Оставшемуся без защиты Метелла Пия Риму оставалось только сдаться. Сенат направил к Цинне послов уже как к консулу с просьбой не начинать в городе расправу. Луций Корнелий, принявший делегатов, сидя в курульном кресле, обещал, что убийств не будет, «но Марий, стоявший рядом с креслом, не проронил ни звука, суровым выражением лица и мрачным взглядом давая понять, что скоро наполнит город резнёю».
Несмотря на обещания, главный враг Цинны Гней Октавий был убит сразу после ввода войск в город. Он ждал смерти на Яникульском холме, сидя в курульном кресле, в консульском одеянии; Гай Марций Цензорин отрубил консулу голову и поднёс её Цинне, а тот повесил эту голову на форуме, перед ораторской трибуной. Затем, если верить античным авторам, по всему городу начался террор: врагов Цинны и Мария безжалостно убивали, над их телами совершались надругательства, головы убитых сенаторов выставляли на рострах. Имущество убитых конфисковывалось, их жёны и дети становились жертвами насилия. При этом особо выделяют Мария, который подавал условный знак к расправе со встречными, если просто отказывался их поприветствовать. Цинна же, согласно Плутарху, после того, как «было перебито множество граждан», «насытился резнёй и смягчился».
Вероятно, в этой картине присутствует ряд преувеличений, связанных с естественным желанием сторонников Суллы представить марианский террор более масштабным, чем он был в действительности: при ряде расправ соблюдалась, по крайней мере, видимость законности (так, Луция Корнелия Мерулу не стали убивать, а вызвали в суд, но он вскрыл себе вены); сообщения источников о конфискациях крайне туманны; тела убитых, вероятно, погребались; рассказ об «условном знаке» — явный вымысел. Марианский террор поразил современников не столько масштабами, сколько убийством без суда лиц консульского и преторского достоинства. Помимо Октавия и Мерулы, погибли Квинт Лутаций Катул, Марк Антоний Оратор, Публий Лициний Красс, Луций Юлий Цезарь, Гай Юлий Цезарь Страбон Вописк, Квинт Анхарий. По словам Цицерона, «убиты были знаменитейшие мужи, и погасли светочи государства».
Цинна и Марий стали консулами следующего года (86 до н. э.), однако выборы носили явно формальный характер. Но 70-летний Марий умер от болезни уже в январские иды. Набранных им рабов — бардиеев, бесчинствовавших в городе, — Цинна приказал перебить, после чего террор закончился.

### Единоличное правление
После смерти Мария Цинна некоторое время был единственным консулом, а потом назначил консулом-суффектом Луция Валерия Флакка. Он добился своего переизбрания в консулы на 85 и 84 годы до н. э. (его коллегой оба раза был старый союзник Гней Папирий Карбон) и стал фактически единоличным правителем Рима и большей части провинций. Античные авторы называют его правление «господством», «единоличным властвованием» и даже «царствованием»; Цицерон говорит о «непомерной власти Цинны».
Луций Корнелий опирался на те же политические силы, что и Марий. Ему удалось установить добрые отношения с поредевшим сенатом (правда, отдельные представители нобилитета всё же уехали к Сулле или в другие провинции); судя по репрессиям Суллы против всадничества в 82 году до н. э., это сословие поддерживало Цинну, как и плебс. Союза с циннанским правительством придерживались самниты и луканы. Судя по тому, что на борьбу с Суллой в 83—82 годах до н. э. относительно слабый марианский режим смог мобилизовать 150—180 тысяч воинов, широкие слои населения Италии были на стороне Цинны и его политических наследников.
Для стабилизации внутреннего положения Цинна в 86 году до н. э. урегулировал долговой кризис: в соответствии с законом его коллеги Луция Валерия Флакка должники получили возможность отдать только четверть долга (Веллей Патеркул назвал эту меру «позорнейшей», а Саллюстий счёл это заботой о плебсе). Денежное обращение, дезорганизованное из-за обилия некачественных монет, было упорядочено чеканкой полноценной монеты, которой занимались братья Гай и Луций Меммии; кроме того, претор Марк Марий Гратидиан ввёл специальным эдиктом твёрдый курс денежного обращения (в 86 или 85 году).
Ещё одним важным направлением деятельности Цинны стало решение проблемы союзников. Учитывая настороженное отношение старых граждан, Луций Корнелий предоставлял реальные гражданские права италикам, но медленно и поэтапно: перепись 86 года показала скромный прирост общего числа квиритов — видимо, только за счёт этрусков и умбров. Продекларированное в 87 году намерение распределить новых граждан по всем трибам было выполнено только в 84 году или даже в 83 — уже после гибели Цинны.
Но главной проблемой циннанского режима оставался Сулла, воевавший с понтийцами в Греции. Уже в 86 году до н. э. Цинна направил на Восток своего коллегу Флакка с двумя легионами. Цель этого похода точно неизвестна: Плутарх и Аппиан пишут, что формальной задачей Луция Валерия была война с Митридатом, а реальной — война с Суллой; но для этого у Флакка было слишком мало войск. Согласно Мемнону Гераклейскому, Флакк должен был действовать совместно с Суллой, если бы тот признал власть римского сената. Наконец, в историографии высказывалось предположение, что Луций Валерий согласно изначальному плану должен был двинуться в Азию, чтобы нанести Понту решающий удар, пока Сулла занят в Греции. После противостояния двух римских армий в Фессалии Флакк ушёл воевать с понтийцами во Фракии, а потом переправился в Азию; вскоре он погиб во время мятежа, и армию возглавил Гай Флавий Фимбрия. В 84 году всё это войско перешло на сторону Суллы.
Заключив мир с Митридатом, Сулла отправил римскому сенату два послания, в которых перечислял свои заслуги и заявлял, что скоро вернётся в Италию, чтобы спасти Рим от негодяев, которые захватили в нём власть. Цинна в ответ начал энергичные приготовления к новой гражданской войне: он набирал войска, ремонтировал флот, собирал продовольствие и деньги, вёл пропаганду среди италиков, объясняя, что конфликт начался именно из-за них. Сенат же предложил начать переговоры о мире и даже приказал Цинне приостановить свою мобилизационную деятельность. Тот ограничился формальными обещаниями.
В начале 84 года до н. э. консулы приступили к переправе своей армии из Северной Италии в Иллирию. Возможно, они планировали закалить своих новобранцев в боях с иллирийскими племенами, а потом соединиться с наместником Македонии Луцием Корнелием Сципионом Азиатским и разгромить Суллу в Греции. Но солдаты явно не хотели воевать с согражданами, к тому же море было слишком бурным для спокойной переправы. Один из отрядов попал в шторм, уцелевшие солдаты разбежались по домам. Когда Цинна прибыл в Анкону, чтобы навести порядок в армии, вспыхнул мятеж.

Один из ликторов, шедший перед Цинною, ударил одного попавшегося ему на глаза солдата. Тогда другой солдат ударил ликтора. Цинна приказал его схватить. Поднялся всеобщий крик, в Цинну полетели камни. Стоявшие близко к Цинне обнажили кинжалы и закололи его.
— Аппиан. Гражданские войны, I, 78.
Согласно Плутарху, мятеж начался из-за подозрений солдат, что Луций Корнелий убил молодого Гнея Помпея. В этой версии Цинна якобы на коленях умолял центуриона о пощаде, протягивая ему драгоценный перстень с печаткой, а тот ответил: «Я пришёл сюда не скреплять печатью договор, а покарать нечестивого и беззаконного тирана». Но здесь, вероятно, имеют место преувеличения.

## Потомки
На момент смерти Луций Корнелий был женат на Аннии. В источниках упоминаются трое его детей: сын Луций, претор 44 года до н. э., и две дочери. Одна из них стала женой Гнея Домиция Агенобарба, погибшего в 81 году до н. э. в войне с сулланцами, вторая — женой Гая Юлия Цезаря, будущего диктатора. Брак Корнелии и Цезаря связывают с назначением последнего фламином Юпитера вместо погибшего Луция Корнелия Мерулы (конец 87 года до н. э.). В историографии есть мнения в пользу датировки этого брака как 84, так и 86 годом — то есть он мог быть заключён и при жизни Цинны.
Анния после гибели мужа вступила во второй брак — с Марком Пупием Пизоном Фруги Кальпурнианом.

## Оценки личности и деятельности Цинны

### В источниках
О личности Цинны известно меньше, чем о любом другом из «партийных» вождей эпохи гражданских войн. Ф. Мюнцер считает близкими к реальности только те свидетельства о личности Цинны, которые были оставлены младшими современниками последнего — в первую очередь Марком Туллием Цицероном. Но и последний говорит только о жестокости Луция Корнелия, живописуя ужасы марианского террора. Это стало частью традиции, основанной просулланскими писателями, которые преувеличивали размах организованной Цинной и Марием расправы. Накануне очередного витка гражданских войн, в конце 50 года до н. э., Цицерон писал, что Цезарь, если победит Помпея, «не будет… более мягким при резне главенствующих лиц, чем был Цинна». Согласно Марку Туллию, во время правления Цинны «в республике попирались всякие права и всякое достоинство», а гибель или отъезд ряда достойных людей привели к тому, что самым видным оратором стал не слишком талантливый Публий Антистий.
Диодор Сицилийский подчёркивает презрение Цинны к данным им клятвам и чудовищность преступлений Луция Корнелия; гибель Цинны в изображении автора «Исторической библиотеки» становится заслуженной карой Немезиды.
Плутарх в сцене клятвы «на верность» Сулле явно стремится подчеркнуть порочность Цинны, не сдержавшего слово (хотя в целом, по мнению историков, этот сюжет не выдуман). Плутарх называет Луция Корнелия безрассудным и утверждает, будто тот уже в начале своей борьбы с Гнеем Октавием «стремился к тирании».
Аппиан сообщает, что Цинна начал защищать права италиков, «как думают», из-за взятки в триста талантов (это утверждение могло иметь источником мемуары Суллы). Он утверждает, что сторонники Луция Корнелия перед началом уличных боёв в Риме в 87 году до н. э. вооружились первыми; при этом Гнея Октавия поддержала «лучшая часть народа».
Гай Веллей Патеркул считал, что лишение Цинны консульства в 87 году до н. э. было заслуженным. Тем не менее этот историк сопроводил рассказ о гибели Луция Корнелия такой характеристикой:

…Такой человек был более достоин умереть по приговору врагов, чем от гнева воинов. Право, о нём можно сказать, что он дерзнул на то, на что не осмелится ни один благонамеренный, а также осуществил то, что не мог бы сделать никто, кроме самого храброго, и что он был опрометчив в решениях, но в осуществлениях — настоящий мужчина.
— Веллей Патеркул. Римская история, II, 24, 5.
Ф. Мюнцер признаёт, что в целом личность Цинны остаётся для нас покрытой мраком.

### В историографии
Т. Моммзен назвал Цинну «грубым субъектом, руководимом исключительно самым низменным эгоизмом». Высказанное у Аппиана предположение о взятке казалось немецкому историку «весьма правдоподобным»; он считал, что Луция Корнелия использовали как орудие сторонники Гая Мария. Во время марианского «безумного террора» в Риме Цинне не хватало мужества, чтобы остановить своего союзника. Власть Цинны представлялась Моммзену «сочетанием неограниченного могущества с полнейшим бессилием и бездарностью правителей».
И Моммзену, и ряду других историков правление Луция Корнелия виделось как откровенная диктатура. Но в историографии последних десятилетий началась некоторая переоценка. Так, Х. Мейер считает, что Цинна пытался опереться на разные или даже на все слои населения; многие историки видят в Цинне правителя, существенно смягчившего политику своего предшественника – Гая Мария: он прекратил террор, провёл ряд умеренных реформ и успешно противостоял экстремистам в собственном лагере – Карбону и Марию-младшему.
Российский исследователь Г. С. Кнабе относит Цинну наряду с братьями Гракхами, Суллой, Гаем Юлием Цезарем и другими к числу «ярких, резко очерченных личностей, не смиряющихся перед традициями и общественным мнением, действующих на свой страх и риск», которые стали «знамением времени, его символом, отличавшим эту эпоху от предыдущей и последующей».

## В художественной литературе
Цинна является персонажем романов Георгия Гулиа «Сулла» и Колин Маккалоу «Венец из трав». В обеих книгах он фигурирует только в связи с событиями 88—86 годов до н. э.